# Шир-Али
Шир-Али-хан, сын Дост-Мухаммеда-хана из рода Баракзаев (1825—1879) — эмир афганистанский, один из младших сыновей эмира Дост-Мухаммеда.

## Биография
После смерти отца в 1863 году захватил власть в городе Кандагаре, претендуя на звание эмира и на власть над всем Афганистаном. Он встретил противодействие со стороны двух старших братьев, Афзаля (отца Абдур-Рахмана) и Азама, властвовавших в Герате и вообще на севере страны. Из них первый (а после его смерти от холеры в 1867 г. и второй) тоже провозгласил себя эмиром. Война между братьями длилась 6 лет. Сначала Афзаль (или, точнее, его сын Абдуррахман) одерживал победы, но после его смерти военное счастье оказалось на стороне Шир-Али. Абдуррахман бежал в русские владения, а эмир Азам умер (1869), и Шир-Али остался один эмиром Афганистана.
Его управление страной было продолжением управления его предшественников. Страна оставалась в прежнем варварском состоянии; правители отдельных городов и провинций были почти самостоятельными царьками, с которыми эмиру по временам приходилось вести войну; разбойники господствовали во многих местах страны, и правительство вело с ними переговоры как с равноправной стороной. Для развития страны ничего не было сделано. Сперва политика Шир-Али была англофильской, но во время русско-турецкой войны 1877-1878 годов Шир-Али сделал попытку воспользоваться возбуждением мусульманского фанатизма и начал войну с Англией в целях захвата некоторых мусульманских земель, ранее принадлежавших Афганистану, а потом присоединенных к Индии. В этой войне он был разбит, и, оставив власть своему сыну Якуб-хану, бежал в 1878 году в русские владения.